# Santé en république démocratique du Congo
 (janvier 2015).

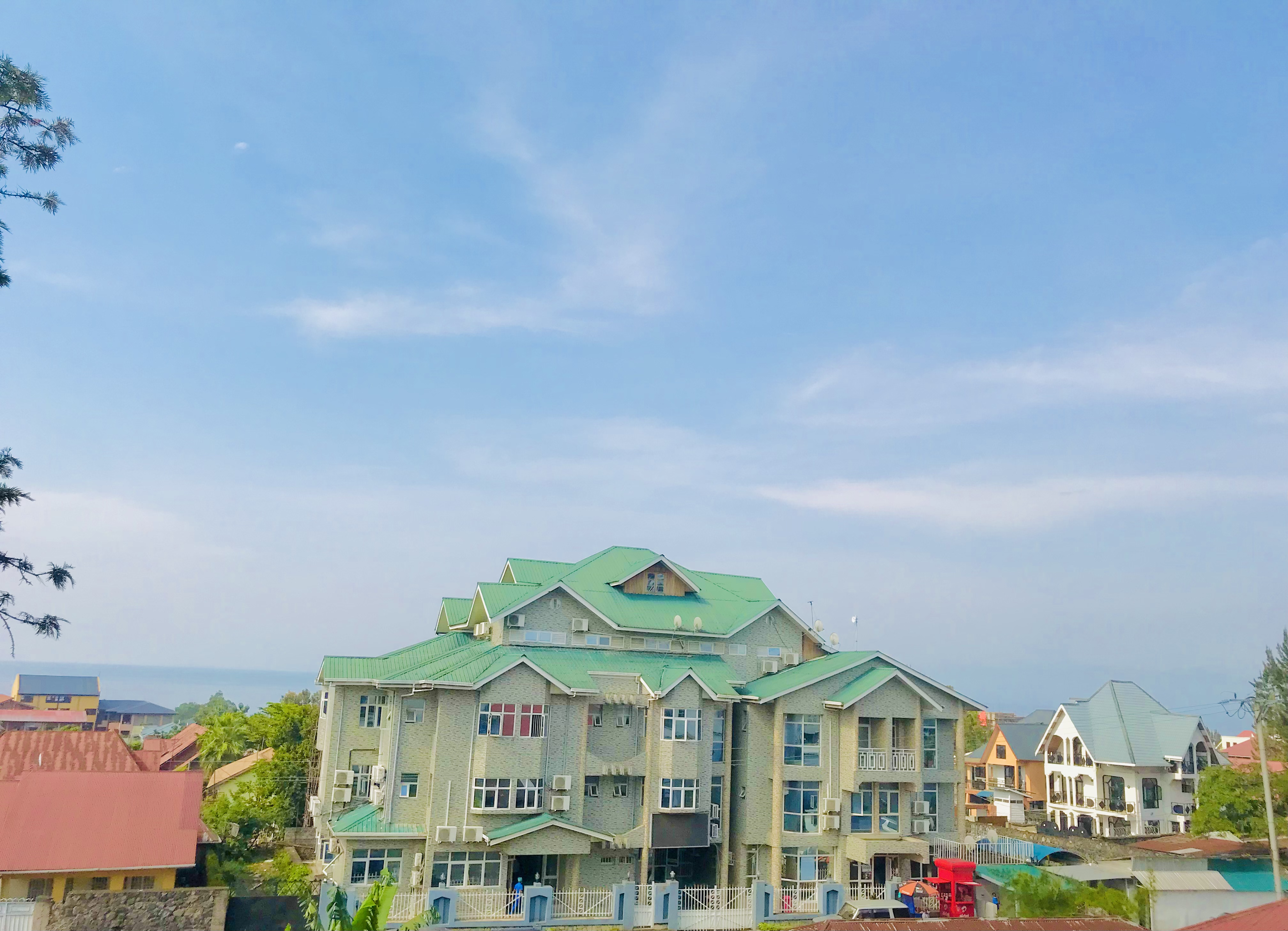
Clinique CIMAK de Goma.

La république démocratique du Congo a traversé de nombreuses crises qui ont empêché le bon fonctionnement des institutions du système de santé. L'année 2018 a été marquée par de nouvelles vagues de violences et la résurgence des épidémies vastes
Le profil épidémiologique montre une haute prévalence des maladies transmissibles.
La fragmentation du système de santé et les situations d’urgence humanitaire complexes rendent l'accès aux services médicaux difficiles pour la majorité de la population.

## Espérance de vie et mortalité générale
Selon IHME, l'espérance de vie en RDC est de 60.4 ans pour les hommes et 64.4 pour femmes, le taux de fécondité est estimée à 5,1 enfants par femme. Le rythme de croissance annuelle de la population est de 2,9 %, le pays s’attend a une augmentation annuelle de plus 2 millions de personnes.
En même temps, le taux brut de mortalité était passé de 15,96 pour 10.000 habitants en 2011 à 15,16 pour 10.000 en 2014.

## État nutritionnel
La sous-nutrition est le type de malnutrition le plus courant en république démocratique du Congo, et inclut la malnutrition chronique, malnutrition aiguë et les carences en micronutriments. Les diverses formes de malnutrition affectent en particulier les jeunes enfants, les femmes enceintes et les femmes allaitantes, les personnes vivant avec le VIH et les personnes âgé. Les carences en micronutriments sont également très fréquentes, en particulier manque de vitamine A  et l'anémie.  Une étude évaluative faite en 2012 a démontré que la malnutrition est associée à 50 % des cas de décès chez le moins de 5 ans.

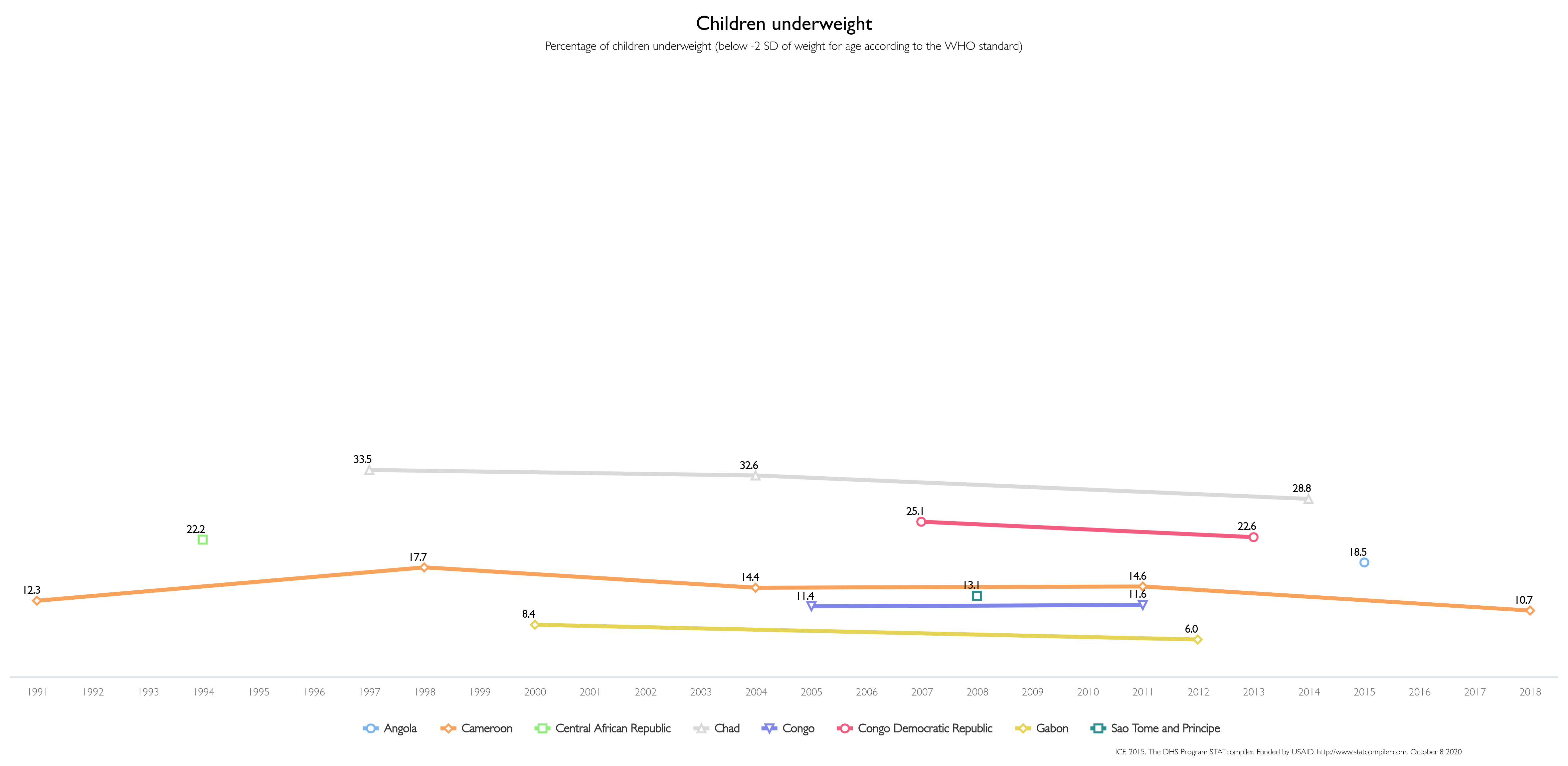
Central Africa

## Situation sanitaire de la mère et de l'enfant
La situation sanitaire de la mère, du nouveau-né et de l’enfant est affecté par l'excès de la mortalité pour des causes évitables.   
Selon l’organisation mondial de la santé (OMS) et le ministère de la santé publique, les taux de mortalité lié à la situation sanitaire de la mère, du nouveau et de l'enfant était de;  28 décès néonatale pour 1000 naissances vivantes, 846 décès maternelle pour 100 000 naissances vivantes, 104 décès infanto juvéniles pour 1000 naissances vivantes et 58 décès infantiles pour 1000 naissances vivantes,.  
La mortalité maternelle est influencée par la survenue des grossesses trop rapprochées à la suite de la faible prévalence de contraception et manque de planification familiale.
Chez les adolescents la faible utilisation des préservatifs lors des rapports sexuels et de services de planification familiale. La prévalence élevée des avortements provoques, des infections sexuellement transmissibles et des mariages précoces pose majeures problème de sante.

## Violences basées sur le genre
De l'âge de 15 ans, 52 % des femmes ont subi des violences physiques commis par leur partenaire en 2014. Parmi les femmes ayant déjà eu des rapports sexuels, plus d’une femme sur quatre ont déclare avoir été victimes d’actes de violence sexuelle a un moment quelconque de leur vie. 13 % de femmes enceintes en 2014 ont déclare avoir subi des violences pendant la grossesse.
Moins de 10 % ont cherché l’aide d’un professionnel de santé, de la police ou d’un avocat. Les causes des violences basées sur le genre sont multiples et enracinées dans la discrimination systématique des femmes dans la société congolaise.

## Maladies évitables par la vaccination
Depuis 2015, la RDC est exempt de la poliomyélite. Les épidémies de rougeole et de tétanos néonatal restent cependant fréquentes. Concernant la rougeole 45 zones de santé étaient atteinte par l'épidémie en 2015.
Quand a la fièvre jaune, aucune zone de sante n’a connu d’epidemie en 2015. Cependant en 2016, le pays a subi une épidémie qui a affecté 62 zones de santé dans 8 provinces.
Les problèmes majeurs qui se posent à la lutte contre les maladies évitables par la vaccination sont: La persistance d’un grand nombre d’enfants non vaccinés. Le problème de disponibilité des vaccins dans les pays, la mauvaise qualité des données de vaccination, la faible proportion des zones de santé pouvant présenter des cas enquêtes et prélevés pour la rougeole, la faible notification des cas de tétanos néonatal et la faible investigation et le manque de riposte à ces cas de tétanos néonatal.

## Maladies tropicales négligées
D'après le ministre de la santé publique, il existe quatorze maladies tropicales négligées endémiques en RDC. Elles sont regroupées en deux catégories: les maladies tropicales négligées a chimiothérapie préventive à savoir la filariose lymphatique, les géo helminthiases, l’onchocercose, la loase, les schistosomiases et le trachome.
Les maladies tropicales a prise en charge des cas sont: la Dracunculose, les leishmanioses, la lèpre, la peste, le pian, la rage, la trypanosomiase humaine africaine, L'ulcère de Buruli et le noma.

## Maladies endémiques

### Le paludisme
En 2019, 13,2 % des décès de la population congolaise tout âge et sexe confondus et 26,49 % des décès des enfants de moins de 5 ans sont causés par le paludisme ; faisant ainsi de la maladie la troisième et première cause de mortalité en RDC dans la population générale et les enfants de moins de 5 ans respectivement. Environ 97 % de la population vit dans des milieux où la transmission du paludisme est stable durant 8 à 12 mois/ an ; les zones à transmission les plus élevées étant le centre et le nord du pays. Les principales difficultés à adresser le paludisme sont liées aux fréquentes ruptures de stock d'antipaludiques, l'accès faible des ménages aux services dans les formations sanitaires et la faible capacité dans la lutte anti vectorielle.

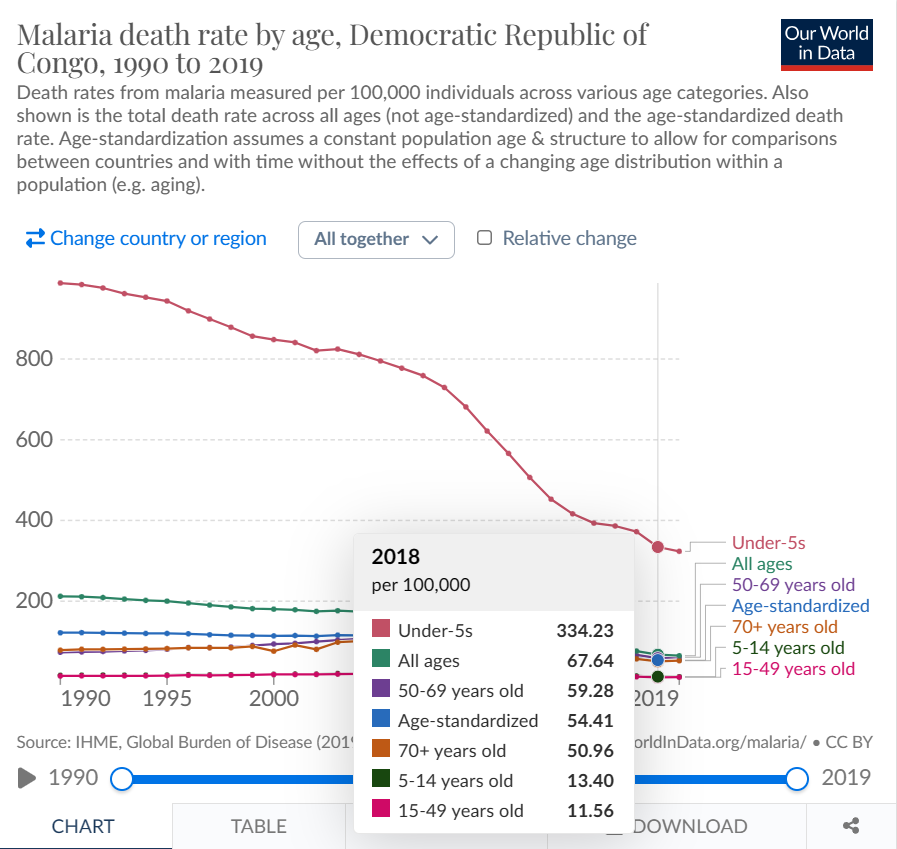
Taux de mortalité de la Malaria par âge de 1990-2019

#### Diagnostic du paludisme
Selon le rapport d'évaluation des prestations de santé des formations sanitaires (EPSS) 2017-2018, sur un total de 1380 formations sanitaires offrant le diagnostic et/ou le traitement du paludisme, 87 % possédaient des tests de diagnostic rapide (TDR) non périmés. Trois sur 10 FOSA assuraient le diagnostic microscopique (plus des trois quarts des hôpitaux/cliniques, la moitié des centres de santé de référence et moins d'un quart des centres de santé.

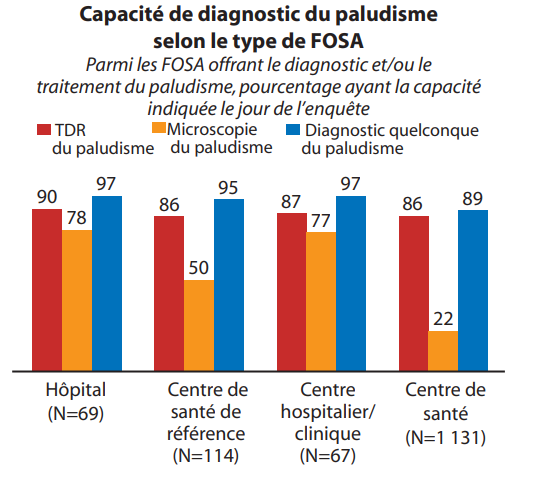
Diagnostic du paludisme selon le type de FOSA

#### Disponibilité desmoustiquaires imprégnées d'insecticide(MII)
D'après l'étude MICS-Palu (multiple indicator cluster surveys) 2017-2018 :
- 63 % des ménages possèdent au moins une MII avec une moyenne de 1,9 MII par ménage ;
- En milieu urbain, 72,7 % des ménages possèdent au moins une MII contre 56,3 % en milieu rural ; avec comme exemple 80,8 % à Kinshasa contre 28,4 % au Kasaï ;
- 51 % (60 % en milieu urbain et 45,3 % en milieu rural) des enfants de moins de 5 ans et 52,4 % (60,4 % en milieu urbain et 47,2 % en milieu rural) des femmes enceintes ont dormi sous MII la nuit précédant l'enquête ;
- Environ 80 % des moustiquaires possédées par les ménages étaient principalement fournies durant les visites de vaccination, les consultations prénatales et les campagnes de vaccination (2015, 2016 ou 2018).

#### Traitementantipaludéen
Selon l'étude MICS 2017-2018, 56 % (66,1 % en milieu urbain et 49,7 % en milieu rural) des femmes enceintes (âgées de 15-49 ans ayant des naissances vivantes dans les deux ans précédant l'enquête) ont bénéficié au moins une fois d'un traitement préventif intermittent du paludisme (TPI), 31,2 % (34,7% en milieu urbain et 29,1 % en milieu rural) deux fois ou plus et 13,4 % (15,7 % en milieu urbain et 11,9 % en milieu rural) trois fois ou plus. 45,8 % des enfants de moins de 5 ans ayant eu de la fièvre les deux dernières semaines précédant l'enquête ont reçu un antipaludéen dont 25,9 % d'ACT. L'enquête a estimé que 58,7 % des antipaludéens étaient de source privée.

#### Changement climatiqueet Paludisme
Sadie J. Ryan et al. ont étudié la réponse physiologique de l' Anophèle gambiae et du plasmodium falciparum au changement de température en Afrique. Basée sur des futures projections climatiques et en association avec celles sur la densité de la population africaine, l'étude prédit que les zones où les températures sont propices à une transmission à haut risque tout au long de l'année se déplaceront des côtes de l'Afrique de l'Ouest vers le rift Albertin, entre la république démocratique du Congo et l'Ouganda, tandis que celles favorables à une transmission saisonnière se déplaceront vers les zones côtières sub-sahariennes. Dû au changement climatique, la température optimale de transmission de la malaria a baissé de 6 °C soit de 31 à 25 °C avec un intervalle ayant quitté de 20- 40 °C à 17-34 °C.

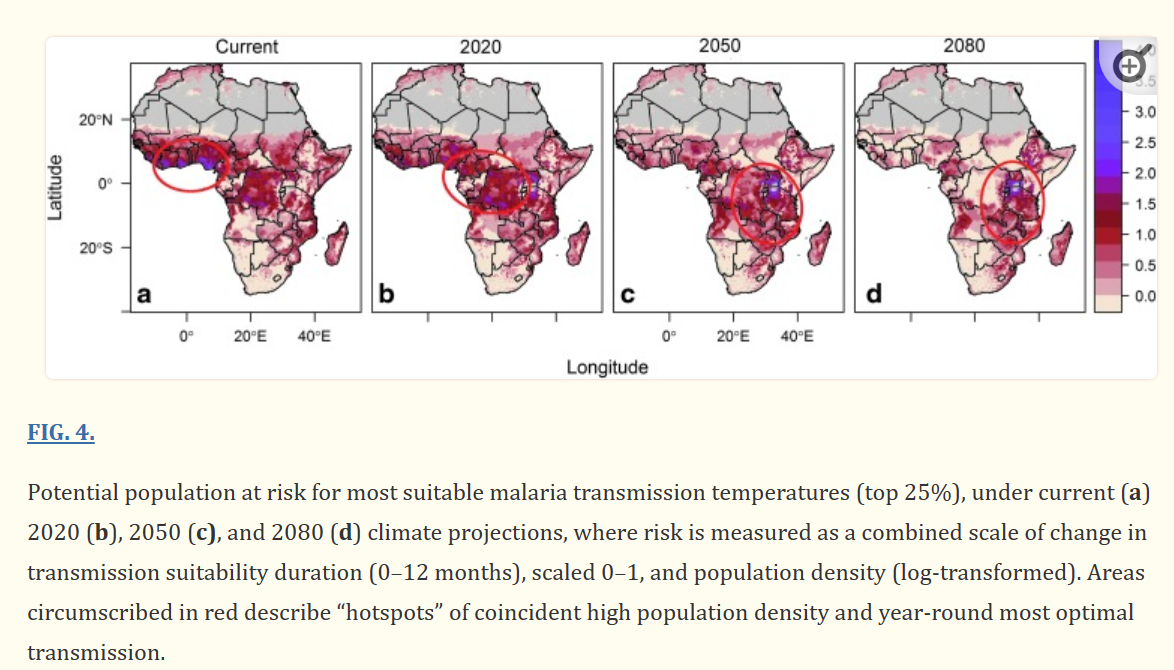
Projection du changement climatique et de la transmission du paludisme

## VIH\SIDA
La prévalence de l'infection à VIH, oscille autour de 1 % chez les adultes, mais 23 000 personnes ont été nouvellement infectées.
En 2022, la république démocratique du Congo (RDC) compte environ 520 000 personnes vivant avec l'infection  à VIH, dont 64 % sont des femmes. Environ 68 000 enfants de moins de 14 ans vivent avec linfection  à VIH, dont 25 % sont sous un traitement antirétroviral. Selon le rapport de l'enquête démographique et de la santé de 2018, la prévalence de l'infection  à VIH en RDC est trois fois plus élevée chez les femmes de 15–49 ans  (1,1 %) que chez les hommes de la même tranche d'âge (0,4 %); et deux fois plus élevée  chez les jeunes femmes âgées de 15–24 ans (0,46 %) que les jeunes garcons de la même tranche d'âge (0,22 %).
La RDC s'est alignée sur les objectifs 90-90-90 de l'ONUSIDA pour l'année 2020 et 95-95-95 pour l'année 2030 sanctionnant ainsi la fin du Sida comme problème de santé publique à travers le monde.

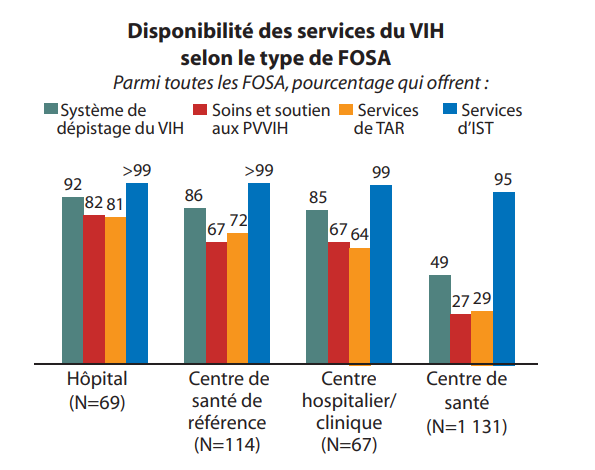
Repartition du VIH dans les FOSA

### Diagnostic

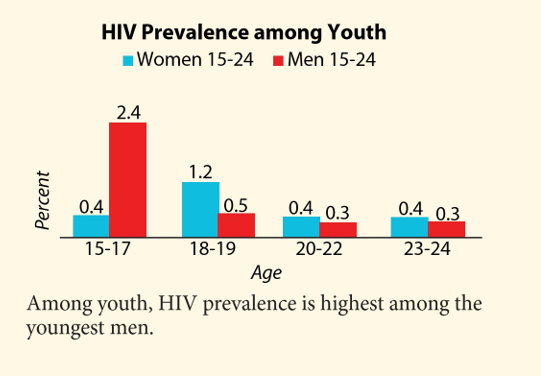
Prevalence du VIH chez les enfants

Les moyens de dépistage et le traitement de l'infection  à VIH existent depuis longtemps, mais beaucoup de congolais n'en bénéfient pas et débutent le traitement en retard. Très souvent, les professionnels de santé n'y pensent que  quand la symptomatologie est patente. En outre, beaucoup patients sous traitement antirétroviral interrompent le traitement à cquse de la rupture du stock des antirétroviraux dans certaines structures sanitaires, du manque de psychothérapie de soutien ou du cout lié au traitement, même si le traitement est supposé être gratuit. Par conséquent, beaucoup de patients développent de résistance. Cependant, seulement 54 % des personnes vivant avec l'infection  à VIH sont au courant de leur état séropositif et 98 % de ces personnes sont sous traitement antirétroviral.

### Coinfection VIH/TBC
La coinfection VIH/TBC est un véritable défi en RDC. Selon ONUSIDA, 40 % des personnes vivant avec l'infection  à VIH en RDC étaient sous traitement antituberculeux en 2017.
Parmi les personnes vivant avec l'infection  à VIH et qui sont sous traitement antirétroviral, seulement 39 % bénéficient d'un traitement préventif contre la tuberculose.

### Décès
Les décès liés au sida en république démocratique du Congo ont chuté de 61 % au cours des dix dernières années, passant de 37 000 en 2010 à 15 000 en 2019. Ceci s'expliquerait par  l’amélioration de la couverture de la prise en charge des patients vivant avec le VIH (PVVIH) à travers le traitement aux antirétroviraux (disponibilité universelle du dépistage du VIH pour les femmes enceintes au cours de la consultation prénatale  dans toutes les structures sanitaires, pour les enfants exposés au VIH dans le postpartum et au cours de la vaccination et pour toutes les PVVIH manquées dans une approche familiale utilisant celles qui sont déjà dépistées séropositives et sous traitement comme cas index).
En 2018, environ 10 000 personnes vivant avec l'infection  à VIH en RDC étaient décédées.

### Latuberculose
La RDC figure parmi les 30 pays à forte charge de la TB est occupe la 11e place dans le monde et la 3e place en Afrique. Elle est aussi l’un des 13 pays faisant face aux défis de co-infection VIH/Sida- TB.
En 2015, il estime que la prévalence de TB était de 536 cas pour 100 000 habitants, tandis que l'incidence VIH-TB était de 324 cas pour 100 000 habitants.
Le plus grand challenges en adressant le TB en RDC sont le dépistage de la TB sensible, et Tb pharmacorésistante, l'amélioration des traitements conjointes TB/VIH et la réduction de la mortalité,.  

## Médecine traditionnelle
- Tradipraticien

## Ebola
Le virus Ebola est responsable de plusieurs épidémies de maladie à virus Ebola depuis 1976 (1976, 1977, 1995, 2007, 2012, 2014, 2018).

## Virus du bassin du Congo
En 2012, des scientifiques font état dans PLOS Pathogens d'un nouveau virus mortel de la famille des Rhabdoviridae : le virus Bas-Congo, ou BASV.